# Bazylika Wniebowzięcia Najświętszej Marii Panny w Agłonie
Bazylika Wniebowzięcia Najświętszej Marii Panny (łot. Vissvētākās Jaunavas Marijas Debesīs Uzņemšanas Bazilika lub w skrócie Aglonas bazilika) – kościół rzymskokatolicki położony w Agłonie, będący największym na Łotwie katolickim sanktuarium. Znany z cudownego wizerunku Matki Boskiej nazywanej Przewodniczką z Kwiatem. Samo sanktuarium maryjne jest nazywane przez miejscowych Polaków – „Łotewską Częstochową”.

## Kult Matki Bożej na Łotwie
Kult Matki Bożej na Łotwie datuje się od czasów, kiedy kraj ten zyskał miano „kraju Marii” (określony został jako „Terra Mariana” przez papieża Innocentego III w 1215 roku). W rzeczywistości nabożeństwa do Marii zaszczepili przybywający na Łotwę chrześcijańscy misjonarze. Biskup Meinard rozpoczął głoszenie wiary chrześcijańskiej nad brzegiem Dźwiny w imię Matki Bożej, a ustanawiając biskupstwo w Ikšķile również oddał je pod jej opiekę. Tradycję tę kontynuował biskup Albert podczas budowy w 1215 roku katedry w Rydze, której nadał wezwanie Wniebowzięcia Najświętszej Marii Panny. Kiedy w 1582 roku, już po zapanowaniu reformacji, na Łotwę przybyli jezuici, prowadzili swoją misję także pod znakiem Marii; podobnie czynili dominikanie, dając budowanym przez siebie kościołom wezwania maryjne.

## Historia kościoła i klasztoru

### XVII–XIX wiek
W 1697 właścicielka ziemska Ewa Justyna Szostowicka, z domu Sielicka przy wsparciu biskupa inflanckiego Mikołaja Popławskiego zaprosiła dominikanów z Wilna do założenia w Agłonie klasztoru i przykościelnej szkoły. Pierwszym dominikaninem, który się tu zjawił w sierpniu 1698, był o. Remigiusz Mosokowski, prowincjał dominikanów wileńskich. W dniu 15 sierpnia tego samego roku pojawiły się doniesienia o objawieniu się Matki Bożej Annie, dziewczynie łatgalskiej, mieszkającej w byłym majątku Ewy Szostowickiej. Anna podczas modlitwy miała widzenie Matki Bożej trzymającej na prawym ręku Dzieciątko Jezus. Dokładnie w tym samym momencie przeor miał widzenie białego kościoła z dwoma wieżami. Taki kościół postanowiono wybrać oraz sprowadzono obraz podobny do widzenia Anny.
W 1700 roku Ewa Justyna Szostowicka podarowała dominikanom 20 wsi z 90 domami i 2 folwarkami na rzecz budowy nowej świątyni. Akt fundacyjny kościoła z 8 kwietnia 1700 roku został ratyfikowany przez biskupa Popławskiego, króla polskiego, Augusta II i papieża Innocentego XII. W tym czasie Łatgalia miała kilka kościołów, ale jej mieszkańcy nadal przestrzegali różnych pogańskich praktyk. 
Na miejsce budowy kościoła obrano lesisty pagórek między jeziorami Egles i Cirišs. Pierwszy kościół zbudowano z drewna. Pierwsze lata w Agłonie były dla dominikanów niezwykle trudne. Musieli oni żyć pośród wojen i walk politycznych, takich jak konflikt między pretendentami do tronu polskiego, czy III wojna północna pomiędzy Rosją i Szwecją (1700-1721). Przez Łatgalię przechodziły różne wojska niszcząc ją, rabując i zabijając jej mieszkańców. W tych warunkach dominikanom trudno było żyć i pracować według ich reguł monastycznych, ale zakonnicy starali się nieść mieszkańcom pomoc zarówno w sprawach materialnych jak i duchowych. W dniu 10 września 1751 roku biskup inflancki Józef Dominik Puzyna, biskup poświęcił kościół dając mu wezwanie Wniebowzięcia Najświętszej Marii Panny. Wnętrze pierwszego kościoła bogato zdobione z cudownym obrazem w głównym ołtarzu, otoczonym przez dwa mniejsze, boczne ołtarze. W bogato dekorowanym kościele znajdowały się obrazy Matki Boskiej Loretańskiej, Trójcy Świętej, św Dominika, św. Jana Chrzciciela i Jezusa Ukrzyżowanego.
Kościół ten spłonął w 1766 roku. W latach 1768–1780 zbudowano nowy kościół, murowany w stylu barokowym, zachowany do dziś. Konsekrowany w 1800 roku przez biskupa Jana Benisławskiego otrzymał również wezwanie Wniebowzięcia Najświętszej Marii Panny. Obok kościoła wzniesiono w latach 1720–1780 klasztor, którego mieszkańcy, dominikanie wnieśli istotny wkład w rozwój łotewskiej kultury i kościoła. Uruchomili m.in. szkołę oraz wyższe studia języku polskim. W 1820 roku powstało seminarium duchowne; wzorowane na seminarium w Wilnie miało za cel przygotowanie księży do pracy w parafiach Łatgalii. Zostało zamknięte przez rosyjskich urzędników w 1832 roku. Po Powstaniu Styczniowym władze zabroniły przyjmowania mnichów do nowicjatu. Klasztor, który należał do prowincji litewskiej dominikanów, funkcjonował aż do roku 1880, kiedy został również zamknięty przez rząd rosyjski. Na terenie dawnego klasztoru władze carskie zorganizowały więzienie dla księży. Jednym z osadzonych był Fryderyk Jozafat Żyskar.
Agłońskie sanktuarium od początku swego istnienia było celem pieszych pielgrzymek, przybywających nie tylko z Łotwy, ale również z Białorusi i Litwy. Władze carskie, popierające prawosławie m.in. poprzez napływ do Łatgalii Rosjan, nie ograniczyły jednak działalności sanktuarium.

### XX wiek
Podczas I wojny światowej w murach klasztoru mieściła się siedziba dowództwa batalionu oraz szpital wojskowy. W 1918 roku klasztor zajęli bolszewicy i złupili go poszukując ukrytych kosztowności. Po uzyskaniu przez Łotwę niepodległości reaktywowano seminarium, aby moc kształcić potrzebnych kościołowi kapłanów. Ważnym wydarzeniem w historii łotewskiego kościoła było konsekrowanie w agłońskim kościele pierwszego biskupa-Łotysza Antonijsa Springovičsa, przyszłego metropolity ryskiego. W okresie międzywojennym umocniła się rola Agłony jako ośrodka pielgrzymkowego, co z kolei przyczyniło się do większej konsolidacji łotewskich katolików. Z okazji Święta Wniebowzięcia Najświętszej Marii Panny do kościoła wyruszały piesze pielgrzymki. 
Podczas II wojny światowej kościół działał bez większych ograniczeń. Funkcjonowało przy nim seminarium duchowne, choć nie mogło przyjmować nowych kandydatów. Po zajęciu Łotwy przez ZSRR w 1944 roku zlikwidowana została działająca przy kościele uczelnia teologiczna, a w 1961 jej los podzielił klasztor, którego pomieszczenia zamieniono na mieszkania komunalne dla pracowników pobliskiego kołchozu. Księża obsługujący sanktuarium mieszkali w pomieszczeniu nad zakrystią. Agłona nieprzerwanie pozostawała centrum łotewskiego kościoła, pielgrzymowano do niej nawet w czasach stalinowskich prześladowań. Do Agłony zawsze też przybywali biskupi z Rygi, dla których udział w dorocznych obchodach święta Wniebowzięcia był jedyną okazją do kontaktu z wiernymi. W czasach okupacji radzieckiej, dzięki kościołowi w Agłonie, kościołowi łotewskiemu nie brakowało powołań kapłańskich. 

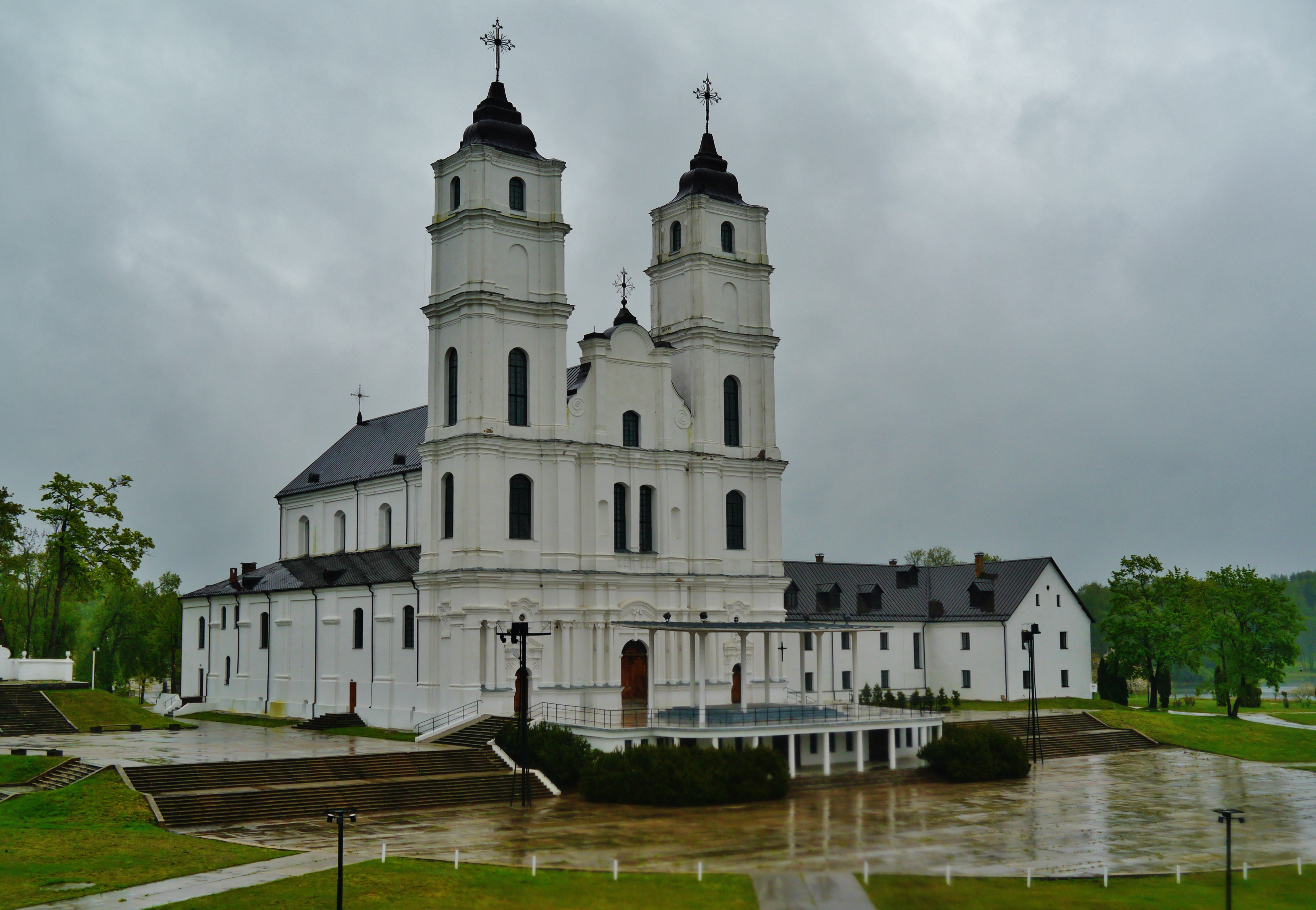
Dwuwieżowa fasada bazyliki

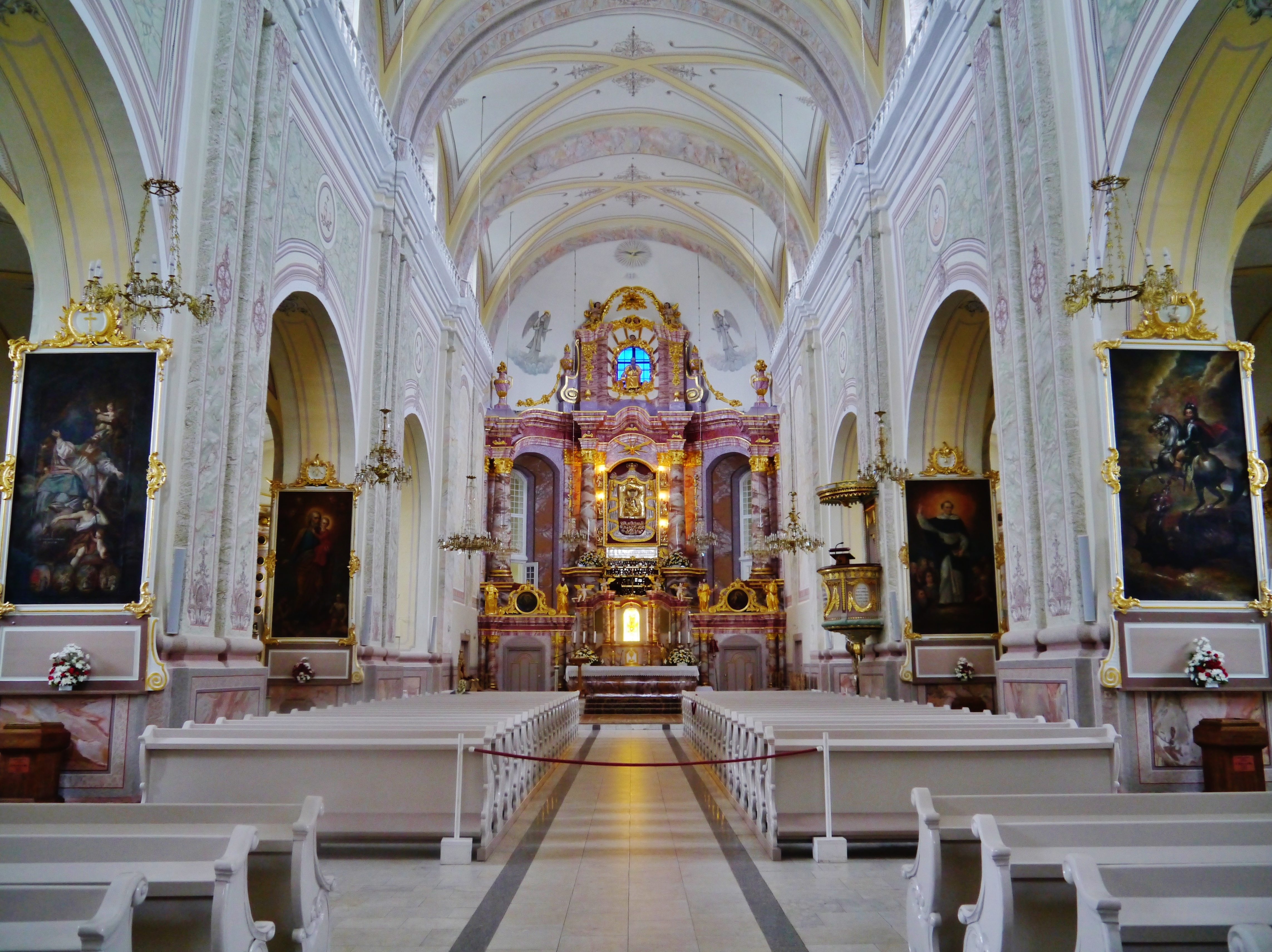
Wnętrze

28 kwietnia 1980 roku z okazji 200. rocznicy ukończenia budowy papież Jan Paweł II oficjalnie nadal kościołowi w Agłonie tytuł bazyliki mniejszej. W sierpniu 1986 roku w bazylice zorganizowano uroczystości z okazji 800-lecia chrztu Łotwy, w których wzięło udział 150 000 pielgrzymów. W 1992 roku w oczekiwaniu na wizytę papieską rozpoczęto renowację bazyliki i powiększono teren wokół niej. W 1991 roku na pierwsze święto Wniebowzięcia, obchodzone już w niepodległej Łotwie, przybyło 120 000 pielgrzymów. 9 września 1993 roku podczas swej 61. podróży apostolskiej agłońskie sanktuarium odwiedził papież Jan Paweł II. Na spotkanie z nim przybyło ponad 300 000 pielgrzymów. 
Agłona dla wielu łotewskich katolików stanowi najważniejsze miejsce w kraju. Jest miejscem wielu uroczystości. Na sierpniowe święto Wniebowzięcia przybywa tu corocznie około 150 000 wiernych z całej Łotwy, a także z Litwy, Białorusi i Rosji. W noc z 14 na 15 sierpnia odbywa się procesja z pochodniami.
W ciągu roku sanktuarium odwiedza około 300 000 wiernych. Bazylikę poddano kapitalnemu remontowi, a w jego podziemiach odnowiono i poświęcono kaplicę, w której sarkofagach spoczywają dostojnicy łotewskiego kościoła, m.in. kardynał Julijans Vaivods i biskup Boļeslavs Sloskāns.

## Architektura i wystrój

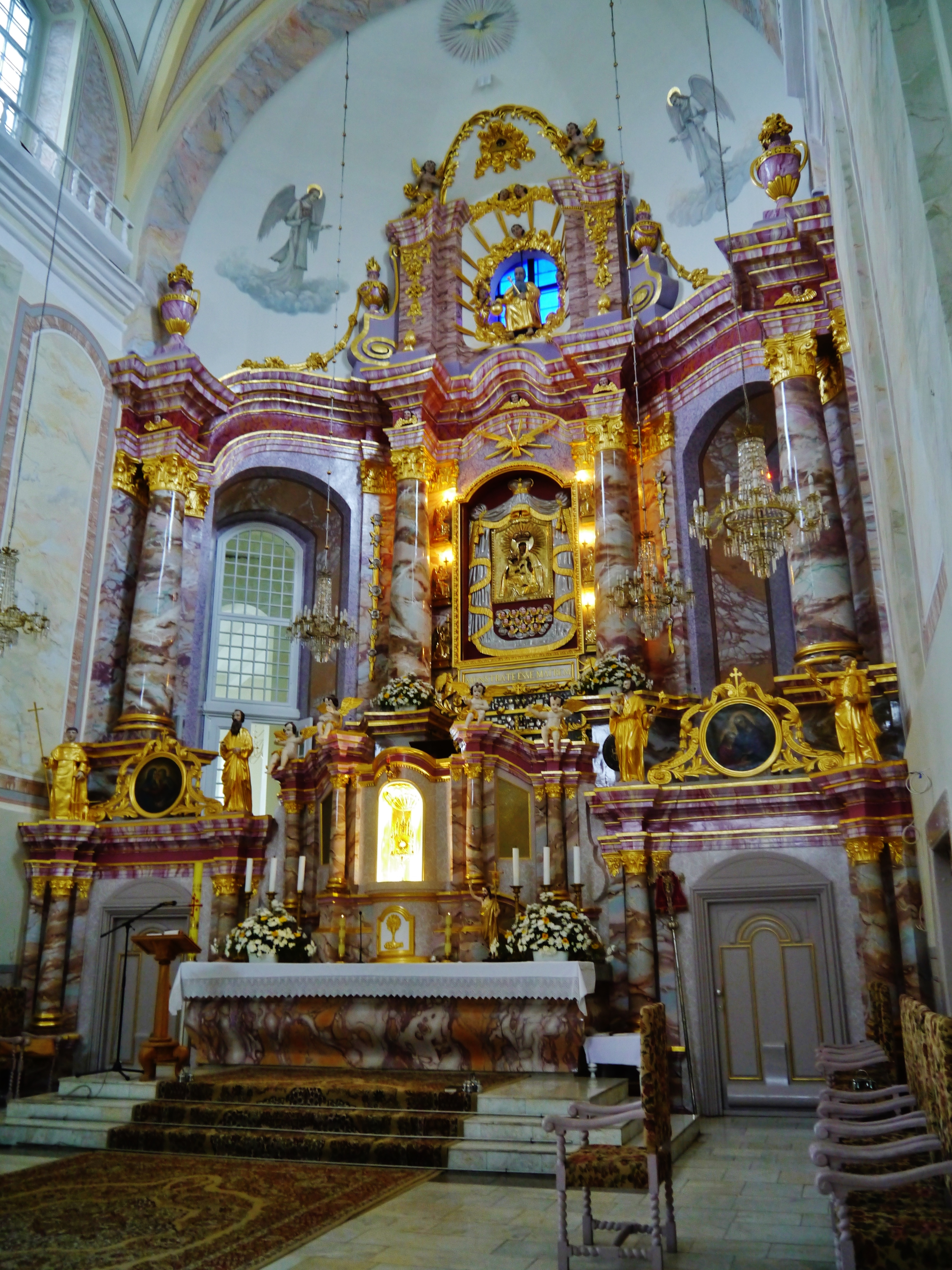
Ołtarz główny z obrazem Matki Boskiej Agłońskiej

Kościół został zbudowany w stylu włoskiego baroku na planie krzyża o wymiarach 35 x 25 metrów, z bliźniaczymi, trzykondygnacyjnymi wieżami o wysokości 60 m i głębokimi podziemiami, przewidzianymi na miejsca pochówku znaczniejszych księży oraz osób świeckich. 
Kościół w Agłonie bardzo przypomina kościół dominikanów w Trokach na Litwie. Jego budowę nadzorował nowy przeor klasztoru o. Remigiusz Zahorowski, znaczący budowniczy kościołów i seminariów na Litwie. Kościół może pomieścić 400 osób, a po adaptacji około 3000. Sześć filarów dzieli jego wnętrze na trzy części. Na początku 1800 roku ściany zewnętrzne kościoła zostały otynkowane i pobielone. Ołtarz główny odznacza się imponującą dwupoziomową strukturą. W górnej części znajduje się cudowny obraz Matki Boskiej, a poniżej są drewniane rzeźby, figury świętych i małe obrazki świętych w zaokrąglonych ramkach. Dwa ołtarze boczne, zbudowane w 1827 roku zostały poświęcone św. Tomaszowi i św. Marii Magdalenie. Ważne renowacje miały miejsce w latach 30. i 50. XIX wieku. W 1835 roku kościół został pokryty metalowym dachem. Również latach 30. dodano do jego wyposażenia obrazy religijne i krzyże, a później dodatkowe ołtarze. Obecnie kościół posiada łącznie dziesięć ołtarzy znajdujących się w nawach bocznych i na filarach. Na wieży wisi sześć dzwonów, z których największy został odlany w Wilnie przez Daniela Vernera i poświęcony św. Dominikowi w dniu 14 sierpnia 1839 roku. Organy, znajdujące się pierwotnie w drewnianym kościele, zostały odrestaurowane w 1870 roku: Mają one 18 głosów i należą najstarszych w Łotwie.
Plac przed bazyliką, przygotowany na wizytę papieża Jana Pawła II, może pomieścić około 500 000 wiernych. Wokół niego zbudowano Drogę Krzyżową o długości około 600 metrów. 14 sierpnia 2009 roku na placu poświęcono Kalwarię Saletyńską, grupę trzech figur przedstawiających trzy fazy objawienia Matki Bożej z La Salette. 

### Obraz Matki Boskiej Agłońskiej
W głównym ołtarzu znajduje się Cudowny Obraz Matki Boskiej Agłońskiej pędzla nieznanego artysty. Namalowany na dębowej desce obraz jest starszy niż kościół, datuje się go na początek XVII wieku. Wykazuje on ścisłe podobieństwo do XIV-wiecznego obrazu Matki Bożej Trockiej. Istnieje wiele teorii dotyczących jego pochodzenia, ale najbardziej prawdopodobna jest ta, według której obraz został przywieziony przez dominikanów z Litwy. Obraz jest ukryty za zasłoną i odsłaniany tylko na specjalne okazje. Związanych jest z nim wiele świadectw o jego uzdrawiającej mocy. Na złotym tle obrazu ukazana została postać Marii siedzącej na tronie, z Dzieciątkiem na prawym kolanie. Ciemnopurpurowy, lamowany złotem strój Matki Bożej okrywa ciemnogranatowy płaszcz z błękitną podszewką. Na płaszczu widnieją złote gwiazdy. W lewym ręku Maryja trzyma gałązkę róży o trzech kwiatach. Dzieciątko Jezus, ubrane w wykończoną złotem czerwoną tunikę, trzyma na kolanach Pismo Święte. Zdobiącą obraz sukienkę i korony z pozłacanego srebra, wysadzanego drogimi kamieniami, podarowali w 1875 roku Michał i Praksyda Dąbrowscy. Po obu stronach ołtarza wiszą wota dziękczynne. W związku z kultem Matki Bożej Agłońskiej powstała pieśń "Panno Święta w agłońskim kościele" (łat. "Jaunova Svata Aglyunas Bazneica"), wydana w Nieświeżu po polsku i łotewsku. 

## Klasztor
Piętrowy, kamienny  klasztor został zbudowany w tym samym czasie, co nowy kościół. Jest to budynek w kształcie litery T z długimi korytarzami i 30 celami. Na drzwiach cel widnieją portrety świętych i różnych kapłanów, namalowane przez samych zakonników. Jednym z najwybitniejszych spośród nich był brat Izydor, który w 1834 roku namalował obraz św. Jana Chrzciciela. Obok klasztoru był duży park, ogród z jabłoniami i stawy rybne. Ogród i dziedziniec kościoła były ogrodzone murem z białego kamienia, wysokim na 1,5 m. w klasztorze dominikanie utworzyli bibliotekę, a w niej bardzo cenny zbiór rzadkich dzieł, na który składały się książki w języku polskim, łotewskim i po łacinie. Niektóre z książek zostały nabyte od wileńskiego seminarium, inne poprzez prywatne darowizny, a pozostałe zostały zakupione. W zbiorze były wyjątkowe książki o historii Łatgalii, religii i języku, zwłaszcza te, wydane w XVIII i XIX wieku.

## Źródło mineralne
W pobliżu kościoła, w północno-wschodnim narożniku ogrodu klasztornego znajduje się źródło mineralne. Zyskało ono sobie reputację źródła leczniczego. Przybywający do sanktuarium zabierali jego wodę do odległych miejsc, nawet do Rosji. W 1824 roku dominikanie zlecili Akademii Medycznej w Sankt-Petersburgu wykonanie analizy źródlanej wody. Akademia wydała opinię, że woda ze źródła „jest zalecana do leczenia, zarówno do użytku wewnętrznego, jak również na dolegliwości skórne.” W 1826 roku wileński inspektor medyczny K. Friedeburgs, wyraził oficjalną zgodę na używanie wody ze źródła w Agłonie do celów leczniczych. W 1825 roku dla potrzeb kuracjuszy zbudowano niewielki szpital na 10 łóżek. Na przestrzeni lat źródło podobno połączyło się z innymi źródłami i utraciło swe lecznicze właściwości, ale ludzie nadal zdążają do jego wód. W latach 60. władze komunistyczne zarządziły zamknięcie źródła, ale woda wkrótce pojawiła się w jego pobliżu.